# Basler Afrika Bibliographien
Die Basler Afrika Bibliographien (BAB), Namibia Resource Centre – Southern Africa Library sind ein Dokumentations- und Kompetenzzentrum  in der Schweizer Stadt Basel. Die BAB widmen sich Namibia sowie weiteren Teilen des südlichen Afrikas und sind Archiv, Fachbibliothek und Verlag in einem.
Sie wurden 1971 von Carl Schlettwein (1925–2005) gegründet, der „in den 1950er und 1960er Jahren lange im damaligen Südwestafrika (heute Namibia) lebte“ und zu diesem Land systematisch Literatur sammelte.
Die allgemeine Bibliothek umfasst schriftliche Publikationen mit Sammlungen von publizierten Rara („mit Büchern zu Afrika seit dem 16. Jahrhundert“), Plakaten, Landkarten und Stadtplänen sowie Filmen. Der Verlag veröffentlicht geisteswissenschaftliche Literatur zu Namibia und dem südlichen Afrika. Das Archiv und die Dokumentationsstelle beinhalten unveröffentlichtes Schriftgut, Fotografien, Postkarten, Ton- und Filmmaterial. Die Institution bietet zudem „wissenschaftliche, kulturelle und gesellschaftspolitische Veranstaltungen an“.